# Idrettslaget Brodd
Lo Idrettslaget Brodd è una società calcistica norvegese con sede nella città di Stavanger.

## Storia
Il club fu fondato nel 1913 e militò per alcune stagioni nella Norgesserien. Nel 2014 militava nella 4. divisjon, quinto livello del campionato norvegese.

## Allenatori
- 2005  Ronny Deila
- 2012-2013  Ole Fredrik Bergseth[1]
- 2014  Esben Ertzeid[2]
- 2015-oggi  Bjarte Lunde Aarsheim[3]

## Organico

### Rosa 2012
| N. |                     | Ruolo | Calciatore               |
| -- | ------------------- | ----- | ------------------------ |
|    | Norvegia (bandiera) | P     | Magnar Nordtun           |
|    | Norvegia (bandiera) | P     | Håkon Ohren              |
|    | Norvegia (bandiera) | D     | Tarjei Fiskum            |
|    | Norvegia (bandiera) | D     | Snorre Fløysvik          |
|    | Norvegia (bandiera) | D     | Stian Foldøy             |
|    | Norvegia (bandiera) | D     | Jonas Glendrange         |
|    | Norvegia (bandiera) | D     | Jon Nessa                |
|    | Norvegia (bandiera) | D     | Sveinbjørn Steingrimsson |
|    | Norvegia (bandiera) | C     | Muhammed Akar            |
|    | Norvegia (bandiera) | C     | Runar Andersen           |
|    | Norvegia (bandiera) | C     | Tor Oskar Ljosland       |

| N. |                     | Ruolo | Calciatore         |
| -- | ------------------- | ----- | ------------------ |
|    | Norvegia (bandiera) | A     | Abdullah Kilinc    |
|    | Norvegia (bandiera) | C     | Ali Kilinc         |
|    | Norvegia (bandiera) | C     | Kim Rune Ovesen    |
|    | Norvegia (bandiera) | C     | Emil Sunde         |
|    | Polonia (bandiera)  | A     | Kamil Chimelowski  |
|    | Norvegia (bandiera) | A     | Lars Fløysvik      |
|    | Norvegia (bandiera) | A     | Nicklas Hovland    |
|    | Norvegia (bandiera) | A     | Henrik André Jelsa |
|    | Norvegia (bandiera) | A     | Morten Jensen      |
|    | Norvegia (bandiera) | A     | Abdullah Kilinc    |
|    | Norvegia (bandiera) | A     | Christoffer Tangen |